# Parafia św. Jakuba w Piotrkowie Kujawskim
Parafia Świętego Jakuba w Piotrkowie Kujawskim – rzymskokatolicka parafia położona w mieście Piotrków Kujawski. Administracyjnie należy do diecezji włocławskiej (dekanat piotrkowski).
Odpust parafialny odbywa się w święto Świętego Jakuba – 25 lipca.
Proboszcz
- ks. Krzysztof Gąsiorowski

Pochodzą z parafii m.in.
- + ks. Marian Sujkowski (wyświęcony w roku 1938)
- + ks. Tadeusz Sujkowski (wyświęcony w roku 1952, arch. łódzka)
- + ks. Józef Frąckowiak (wyświęcony w roku 1954, arch. gnieźń.)
- + ks. Józef Nocny (wyświęcony w roku 1958)
- + ks. prof. dr hab. Marian Włosiński (wyświęcony w roku 1970)
- ks. Władysław Stawicki (wyświęcony w roku 1976)
- ks. dr hab. Andrzej Bruździński, prof. UPJPII (wyświęcony w roku 1977, arch. krakowska)
- + o. Zdzisław Szymański, (Kamilianin; wyświęcony w roku 1980)[2]
- o. prof. dr hab. Bazyli Degórski, OSPPE (wyświęcony 20 VI 1981 r. na Jasnej Górze w Częstochowie)
- ks. Marek Piekarski (wyświęcony w roku 1982, diec. kaliska)
- ks. dr Telesfor Kowalski (wyświęcony w roku 1983, Rzym)
- ks. Marek Ziemkiewicz (wyświęcony w roku 1984)
- + o. Piotr Długołęcki (Kamilianin; były prowincjał; wyświęcony 28 V 1992 r. w archikatedrze warszawskiej)
- ks. Wojciech Marciszewski (wyświęcony w roku 1994)
- ks. Mirosław Korytowski (wyświęcony w roku 1995)
- ks. Sławomir Deręgowski (wyświęcony w roku 2003)
- ks. Zbigniew Gmurczyk (wyświęcony w roku 2003)
- ks. Grzegorz Nowicki (wyświęcony w roku 2003)
- ks. dr Janusz Bartczak (wyświęcony w roku 2008)
- ks. Paweł Sobczak MSF (wyświęcony w roku 2008)
- ks. Damian Pluskota (wyświęcony w roku 2012)
- ks. Paweł Skowron (wyświęcony w 2015 roku)
- Irena (s. Miriam) Czenszak CST (profesja zakonna w roku 1973)
- + Jadwiga (s. Daria) Przybysz CST (profesja zakonna w roku 1975)
- Bożena (s. Damiana) Kiliańska CST (profesja zakonna w roku 1981)
- Anna (s. Angela) Linowiecka CST (profesja zakonna w roku 1981)
- ks. Mateusz Włosiński (wyświęcony w roku 2019)